# Свети мученици Марин и Марта
Свети мученици Марин и Марта, заједно са синовима Авдифаксом и Авакумом, свештеником Валентином, Кирином, Астеријем и многим другима који су заједно са њима страдали због своје хришћанске вере у 3. веку се заједно славе у Православној цркви 12. јула по јулијанском календару.
Били су родом из Персије. Након што су примили хришћанску веру, продали су све своје имање у Персији и са синовима дошли у Рим, да се поклоне моштима светих апостола и осталих мученика. У то време цар Клаудије Флавије прогонио је хришћане у Риму који нису хтели да се приклоне римским божанствима и њему самом који себе сматрао једним од њих. Први је у том прогону је пострадао свештеник Кирин. Он је везан бачен у реку Тибар. Марин и Марта су извукли његово тело из реке и сахранили 269. године.
По наредби цара Клаудија Флавија хришћани су убијани и бацани у ватру, где год су били затечени да врше хришћанско богослужење. Марин и Марта су заједно са свештеником Јованом, тајно вадили из ватре њихова тела, која су могла да се изваде, обавијали их чистим плаштаницама и сахрањивали их у пећини која се налазила поред Саларијског пута на падини горе Кукумер. Са телима светим мученика они су сахранили и тело царског трибуна Власта. Дознавши за то, цар Клаудије је наредио да пронађу и ухапсе Марина заједно са свима који су у томе учествовали.
Најпре је свети Валентин осуђен на смрт одсецањем главе. Затим је цар Калудије понудио Марину и осталима да принесу римским идолима жртве, у замену за живот. Пошто су то одбили одведени су ван града, на место звано Нимфа Катаваси. Ту су светом Марину, Авдифаксу и Авакуму одсекли главе мачем, а света Марта је утопљена у реци. Нека жена хришћанка, по имену Филикита, тајно је узела тела посечених светих мученика, и тело свете Марте из реке, и погребла их на свом имању.